# Colchester (Connecticut)
Colchester è un comune di 15.389 abitanti degli Stati Uniti d'America, situato nella Contea di New London nello Stato del Connecticut.